# Issohadores

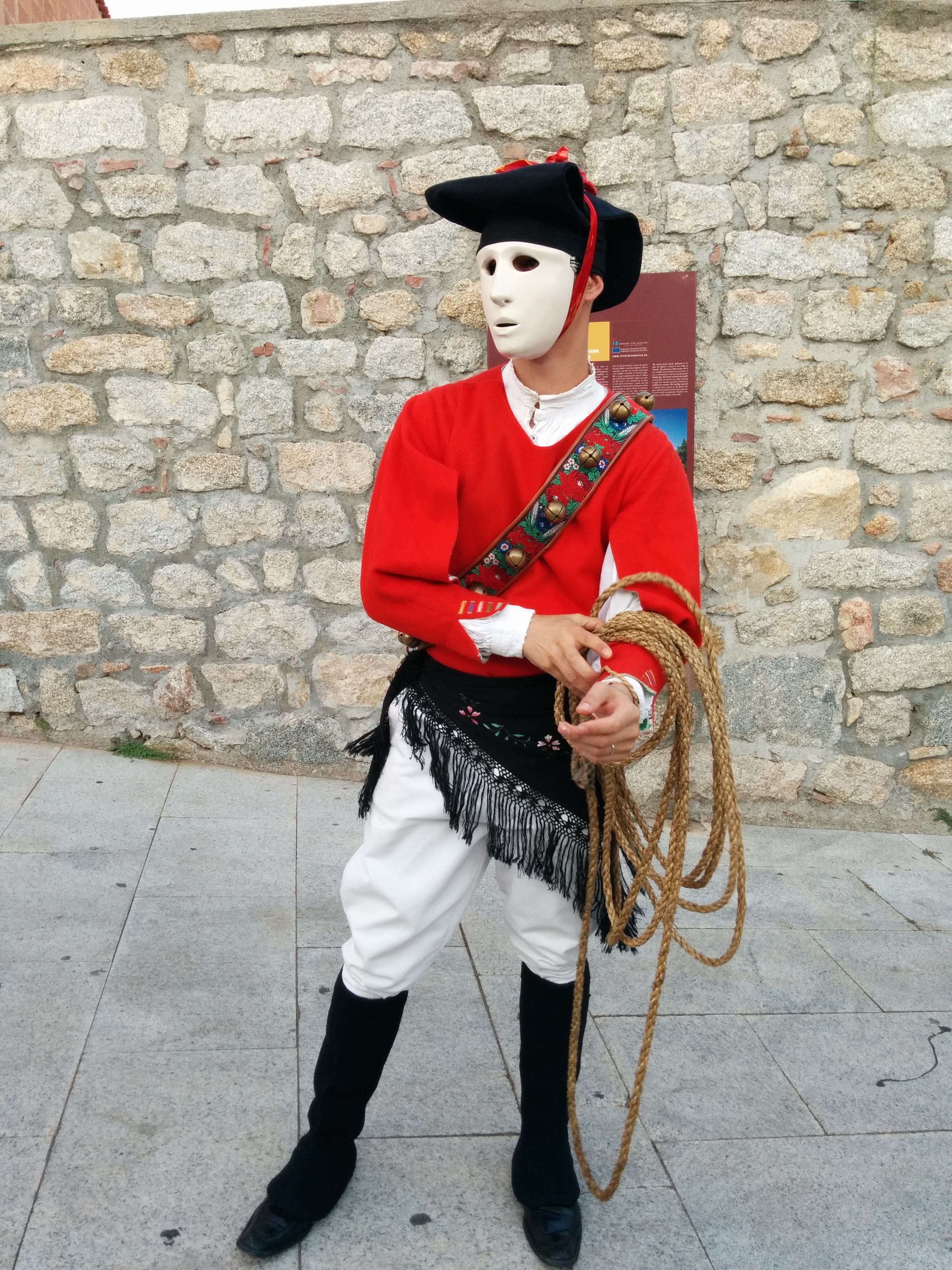
Issohadore - abito completo

L'Issohadore è una maschera tipica del carnevale di Mamoiada in Sardegna. Rappresenta un ruolo di dominanza rispetto a quella del Mamuthone. Le due figure non sfilano mai separate.

## Caratteristiche
Il suo abbigliamento è diverso da quello del Mamuthone e viene indicato dai vecchi di Mamoiada come veste 'e turcu (vestito da turco).
Comprende: sul capo sa berrita, legata al mento da un fazzoletto variamente colorato, maschera bianca, larghi pantaloni e camicia di tela bianchi, bottoni in oro, sopraccalze di lana nera (cartzas), scarponi in pelle (su husinzu) il corpetto rosso del costume tradizionale maschile (curittu); a tracolla porta una cinghia in pelle e stoffa dove sono appuntati piccoli sonagli, i sonajolos; legato alla vita con la parte variopinta che scende lungo la gamba sinistra uno scialle o un ampio fazzoletto con bellissimi ricami, e la fune (soha) da cui deriva il nome dell'Issohadore.
Nel 1996 è stato ripristinato l'uso della visera crara (la maschera bianca) per gli Issohadores da parte del gruppo della locale Pro Loco in quanto, dai filmati storici, risulta che questa maschera dai lineamenti gentili sia stata utilizzata fino alla metà degli anni cinquanta. La visera crara veniva indicata da alcuni come maschera de santu o de santa da altri ancora maschera limpia (pulita), o semplicemente bella.

## Origini
Sia gli issohadores che i Mamuthones sono stati oggetto di studio dell'archeologo sassarese Marcello Madau. I risultati emersi dimostrerebbero che, se da una parte i Mamuthones sembrano avere origini sarde risalenti al XIX secolo, gli Issohadores sarebbero un'innovazione più recente ispirata a maschere spagnole.

## Nel carnevale di Mamoiada
Nella processione del tipico carnevale, sfilano davanti, dietro e ai lati e scortando i Mamuthones usando la loro Soha per catturare le giovani donne in segno di buon auspicio per una buona salute e fertilità, o gli amici scelti tra il pubblico e in particolare le autorità, per augurare loro un buon lavoro per il bene di tutti. Il capo issohadore, che si può definire come un grande sacerdote nuragico, impartisce gli ordini ai Mamuthones e dà il ritmo alla danza.
Tengono in mano sa soha, si tratta di una particolare lunga fune in giunco, abilmente lavorato e intrecciato da mani esperte ma che prima era di cuoio crudo, spesso e pesante; il nome soha appartiene proprio al tipo usato per legare e catturare il bestiame. Issohadore in sardo significa letteralmente "colui che prende con la soha che reca in mano" e che dà, appunto, il nome alla figura.

## Galleria d'immagini

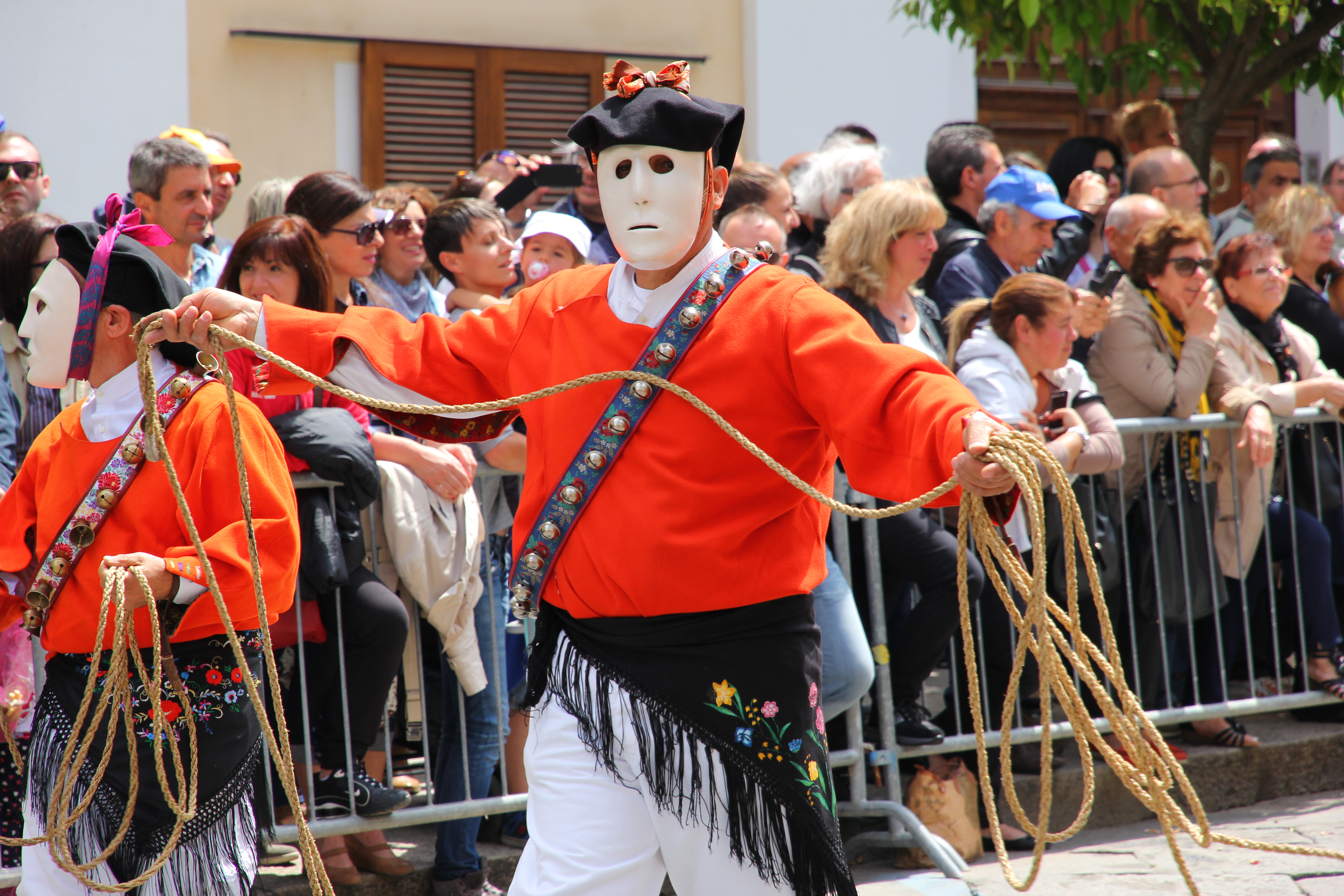
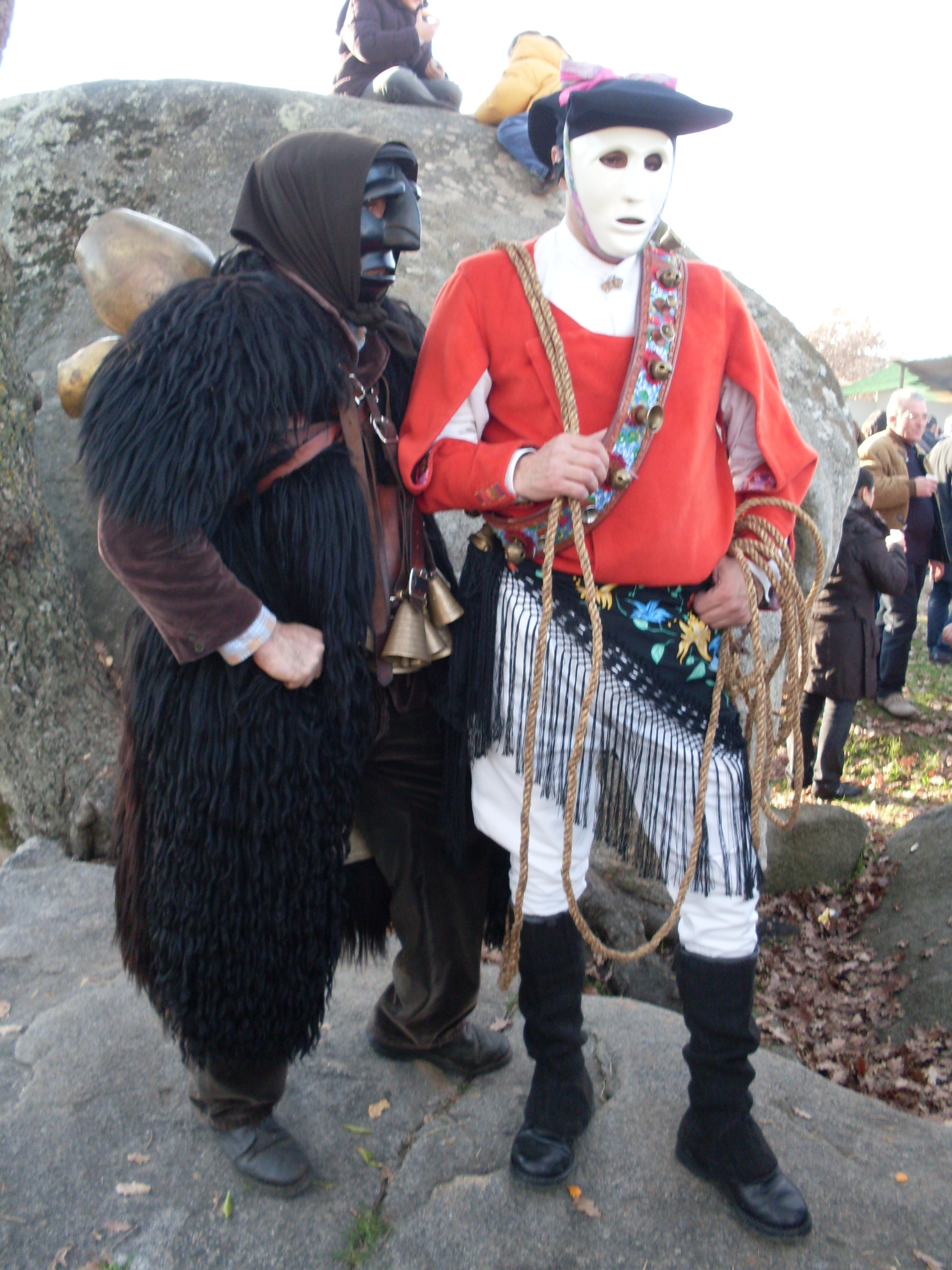
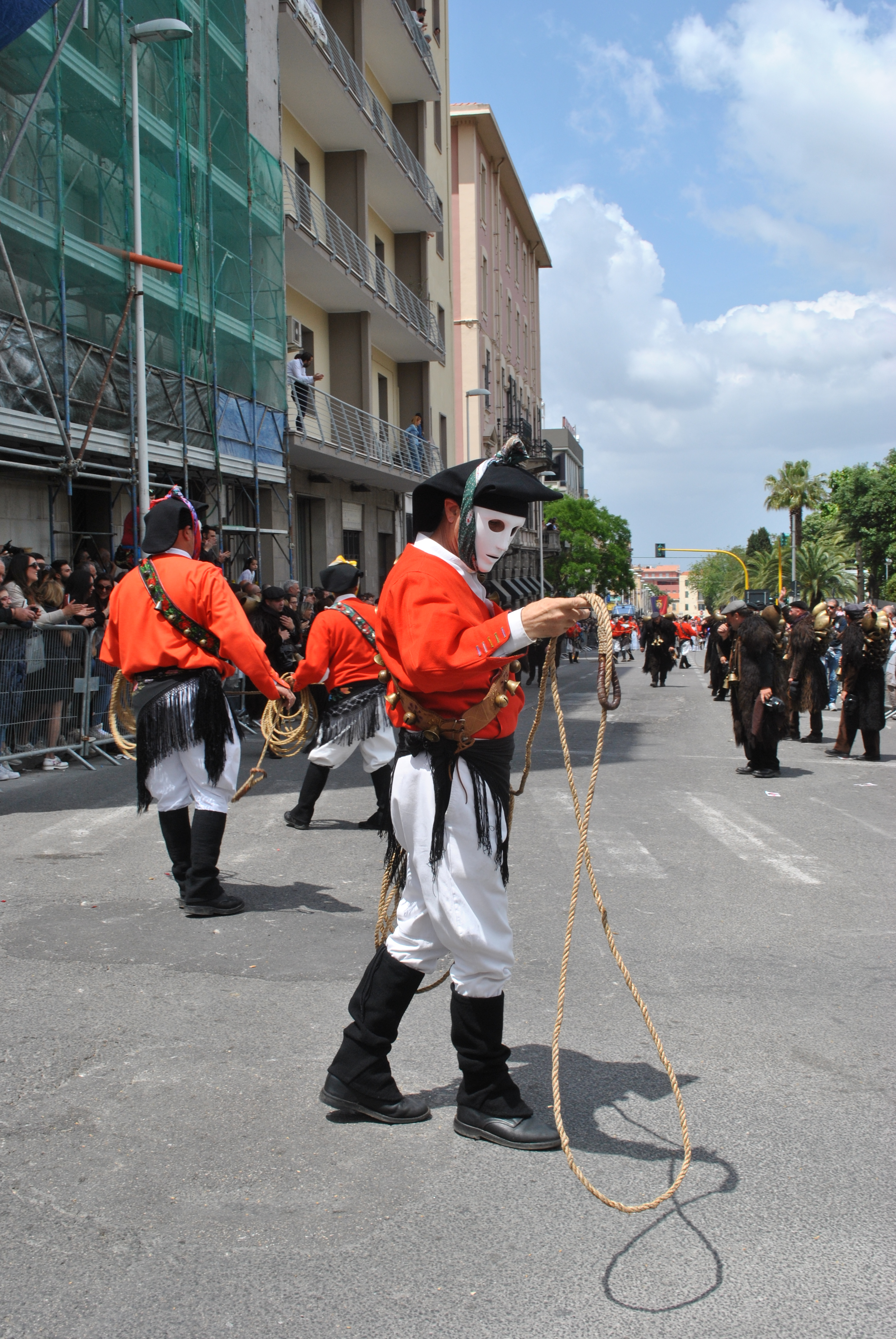
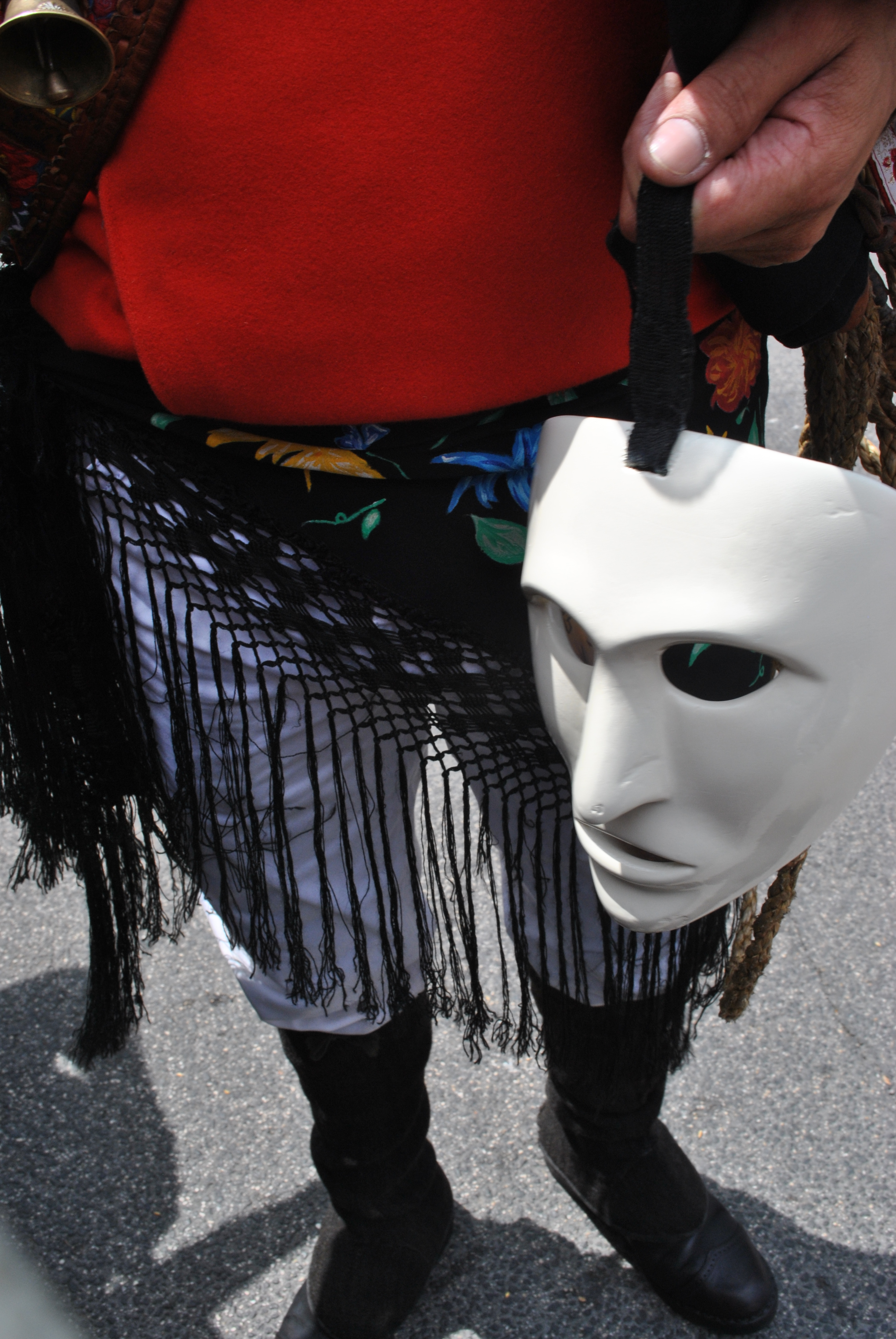